# Гухой (тайп)
Гухой (чечен. Гухой) — чеченский тайп, располагающийся в исторической местности «Чуо» Аргунского ущелья. Рассматривается, как самостоятельное общество. Главным селением считалось Гута. Родовое село Гухой (чеч. ГутӀа) — село в Итум-Калинском районе Чеченской Республики, село основано в 1671 году.

## История
На западе и востоке граничили с обществами Мулкой, Пешхой и Шотой, на юге с Терлой.

По данным «Кавказского этнографического сборника» представители тайпа гухой проживали в пяти сёлах. По преданиям первоначально гухой проживали в Гухой, но со временем по мере размножения, представители начали селиться порознь, но недалеко от Гухой, так они основали ещё четыре села. Данный процесс сопровождался делением тайпа на отдельные гары. 

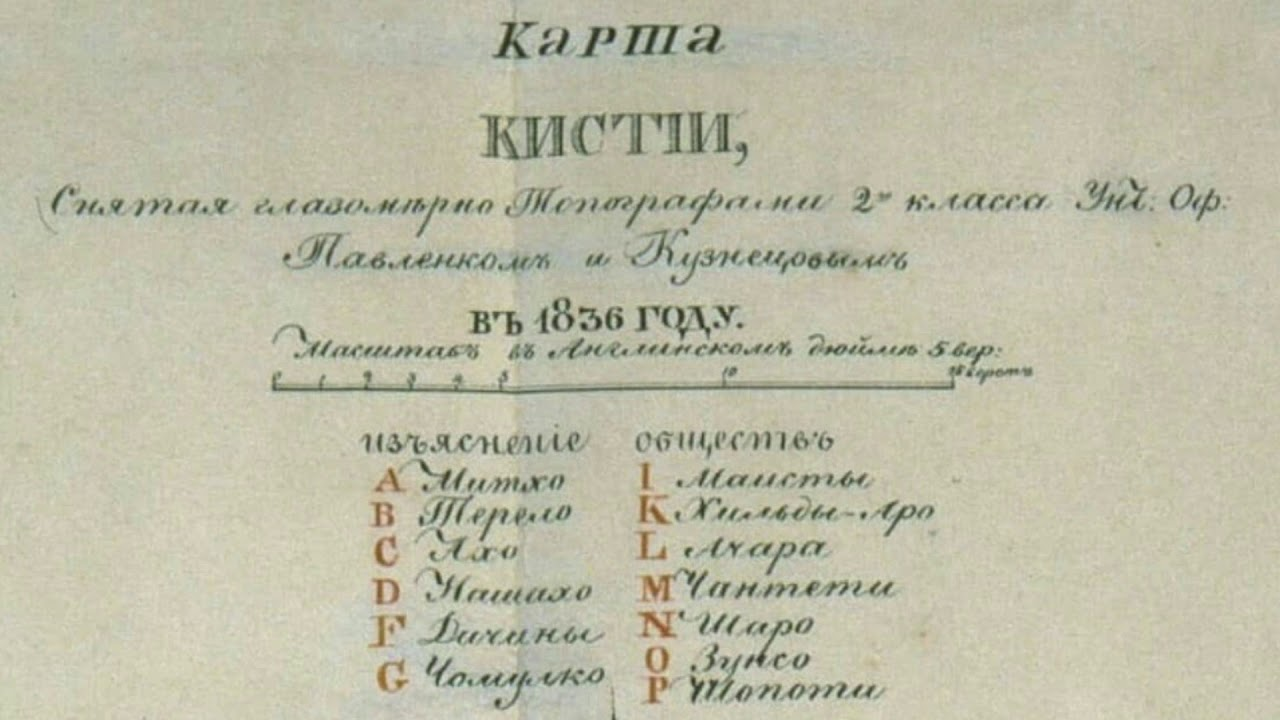
Карта Кистин. 1836 год. Общество Чуо-Мулко

Также имеет место некоторая близость с тайпом Мулкой, в документах XIX века они рассматривались, как единое общество.

## Состав
Фамильный список тайпа состоял из 4-х ответвлений (гаров): чуохой, узмат-калой, телагхой ( пришедшие с мялхисти )чевхарой.

## Расселение
Чухой, Гута, Гухой, Чевхьара, Узмат кхелли, Биссахьа, Гуьркет баса, Яр кхелли, Герачу, Повшкогу, Тимарш кхелли, Ч1аюххе, Цанашка, Уакх кхелли, Касс кхелли, Б1овхой и др.
Ныне расселены также в таких населённых пунктах, как Шатой, Итум-Кали, Гой-Чу, Алхазурово, Пригородное (Грозный), Гикало, Алды, Серноводское, Ассиновская,Самашки
.